# Olena Sadovnytcha
Olena Sadovnytcha (ukrainien : Олена Садовнича), née le 4 novembre 1967, est une archère ukrainienne.

## Biographie
Olena Sadovnytcha dispute les Jeux olympiques à deux reprises.
Aux Jeux de 1996 se tenant à Atlanta, elle remporte la médaille de bronze individuelle et termine avec l'équipe ukrainienne à la cinquième  place. En 2000 à Sydney, elle fait partie de l'équipe ukrainienne sacrée vice-championne olympique ; elle termine 21e de l'épreuve individuelle.